# Distretto di Golub-Dobrzyń
Il distretto di Golub-Dobrzyń (in polacco powiat golubsko-dobrzyński) è un distretto polacco appartenente al voivodato della Cuiavia-Pomerania.

## Geografia antropica

### Suddivisioni amministrative
Il distretto comprende 6 comuni.
- Comuni urbani: Golub-Dobrzyń
- Comuni urbano-rurali: Kowalewo Pomorskie
- Comuni rurali: Ciechocin, Golub-Dobrzyń, Radomin, Zbójno